# Jean Dello
Œuvres principales
- Le miroir du vent (2000)
- Les dangers du désir (2006)
- Le pardon (2008)

Compléments
- Ancien ministre des postes et télécommunications (1997 - 2002)
- Député du district de Mvouti

Jean Dello est un chercheur en ethnolinguistique, écrivain et homme politique congolais, né le 5 avril 1940 dans le canton de Banda,  dépendant du district de Mvouti et mort 21 septembre 2018 à Pointe-Noire.

## Biographie

### Scolarité
Jean Dello est issu d'une grande famille du département du Kouilou. Il est le second fils de l'exploitant forestier Hervé Gaston Dhello et de Jeanne Pemba; Il est le frère de Camille Dhello et de Hervé Thomas Dhello, membre de la cour constitutionnelle, et est père d'une nombreuse famille.
Il commence sa scolarité par des études primaires, d'abord à Mpounga, Guéna (actuellement Bilala) puis à l'école Saint-François de Pointe-Noire. Il poursuit ses études au collège Chaminade, dirigé par des religieuses marianistes à Brazzaville, puis à l'école normale de Dolisie, dont il sort instituteur. Ses premiers pas d'enseignant sont effectués à Komono et Sibiti.
Jean Dello se perfectionne ensuite à l'école normale supérieure d'Afrique centrale de Brazzaville, pour devenir professeur de collège d'enseignement général (CEG). Il obtient ensuite une maîtrise en lettres et civilisations négro-africaines de l'université Paris XIII de Villetaneuse.
Après son DEA à Paris IV La Sorbonne, il obtient, en 1983, un doctorat en ethnolinguistique à l'université de Nice.

### Vie active
Après ses postes d'enseignant, Jean Dello a travaillé pour l'office de gestion des étudiants et stagiaires congolais (OGES) à Paris, puis comme directeur à l'office de recherche scientifique des territoires d'Outre-Mer (ORSTOM) de Pointe-Noire.
Sur le plan politique, il a été ministre des postes et télécommunications de 1997 à 2003,,,, chargé des nouvelles technologies  Il a usé de tout son entregent afin que soit implantée la fibre optique au Congo. En effet, le projet CAB (Central African Backbone) reliant Pointe-Noire à Ouesso, via Brazzaville pour atteindre le Cameroun, le Tchad, Sao Tomé et Principe et la République centrafricaine est en cours de finalisation par son successeur Léon Juste Ibombo. Il en est de même pour l'interconnexion entre le Congo et le Gabon via Dolisie et Mbinda.
Il a également été député de la circonscription de Mvouti conseiller départemental et secrétaire général de la préfecture du Kouilou.

## Œuvres
Dans l'ensemble de ses œuvres, Jean Dello traite de la sauvegarde des langues vernaculaires en général et du vili en particulier, l'une des langues de son département de naissance, le kouilou. En effet, ces langues, dont le support est presque uniquement oral, sont menacées de disparition. De plus, les jeunes générations sont attirées par le mode de vie occidental avec comme corollaire l'abandon des valeurs traditionnelles.
Jean Dello s'évertue donc à collecter, archiver et promouvoir des données ethnolinguistiques et littéraires relatives à ces langues.

### Romans
- 2000 - Le miroir du vent, Brazzaville, Éditions Hemar
- 2006 - Les dangers du désir, Brazzaville, Éditions Lemba
- 2008 - Le pardon[12], Brazzaville, Éditions Hemar

### Conte
- 2010 - Les tracas d'un rêve « Les tracas d'un rêve »(Archive.org • Wikiwix • Archive.is • Google • Que faire ?), Brazzaville, Éditions Hemar

### Publications scientifiques
- 1985 - « Jeunesse et langue maternelle à Pointe-Noire (Congo) », Paris, ORSTOM
- 1988 - « Toponymie de la ville de Pointe-Noire », Paris, ORSTOM
- 1988 - « La notion traditionnelle du temps sur le littoral congolais », Paris, ORSTOM
- 1988 - « Onomatopées, interjections et adverbes Vili », Paris, ORSTOM
- 1988 - « Deux études sur le littoral congolais : 1. La notion traditionnelle du temps sur le littoral du Congo : 2. Onomatopées, interjections et adverbes vili »(Archive.org • Wikiwix • Archive.is • Google • Que faire ?), Paris, ORSTOM
- 1994 - « Glossaire des poissons de mer en langue Vili (Congo) » (en collaboration avec Bernard Séret), Africana Linguistica, Paris, no 11,‎ 1994, p. 49-52 (DOI 10.3406/aflin.1994.942, lire en ligne)
- 2006 - « Proverbes et Contes Vili - République du Congo, Jean Dello - livre, ebook, epub », sur www.editions-harmattan.fr